# Euchlaenidia brevifasciata
Euchlaenidia brevifasciata är en fjärilsart som beskrevs av Erich Martin Hering 1925. Euchlaenidia brevifasciata ingår i släktet Euchlaenidia och familjen björnspinnare. Inga underarter finns listade i Catalogue of Life.